# جمهوری خودمختار سوسیالیستی شوروی آبخاز
جمهوری خودمختار سوسیالیستی شوروی آبخاز (روسی: Абхазская Автономная Советская Социалистическая Республика، آوانگاری: Abkhazskaya Avtonomnaya Sovetskaya Sotsialisticheskaya Respublika) یا به اختصار آبخار خودمختار شوروی یک جمهوری خودمختار در اتحاد جماهیر شوروی بود که درون جمهوری شوروی سوسیالیستی گرجستان قرار داشت. این جمهوری خودمختار در فوریه ۱۹۳۱ تشکیل شد، هنگامی که جمهوری سوسیالیستی شوروی آبخاز (آبخاز شوروی) که ابتدا در مارس ۱۹۲۱ تشکیل شده بود، به وضعیت جمهوری خودمختار سوسیالیستی شوروی در درون گرجستان شوروی تبدیل شد.
آبخار خودمختار شوروی قانون اساسی خود را در ۲ اوت ۱۹۳۷ تصویب کرد. ارگان عالی قانون‌گذاری این جمهوری شورای عالی بود که هیئت رئیسه آن هر ۴ سال یک‌بار انتخاب می‌شد. قوه مجریه به شورای وزیران منصوب شده توسط شورای عالی واگذار شد. جمهوری خودمختار سوسیالیستی شوروی آبخاز ۱۱ نماینده در شورای ملیت‌های شورای عالی اتحاد جماهیر شوروی داشت.